# Doro Pass-Weingartz

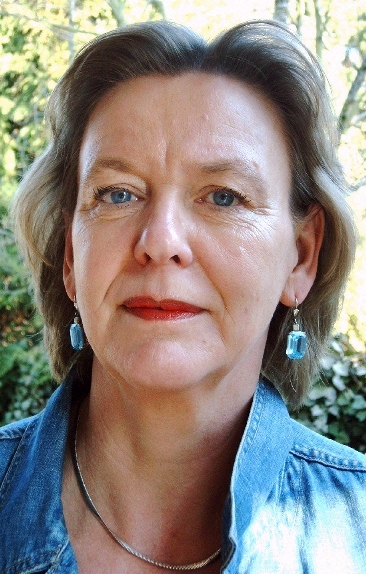
Doro Pass-Weingartz

Doro Pass-Weingartz (* 17. September 1951 in Gladbeck als Dorothea Paß) ist eine ehemalige deutsche Kommunalpolitikerin von Bündnis 90/Die Grünen.

## Leben
Doro Pass-Weingartz engagierte sich während ihres Studiums in Bonn in der Frauenbewegung und in der Umweltschutzbewegung. 1979 gehörte sie zu den Gründern der Grünen in Bonn und auf Bundesebene. In den folgenden Jahren setzte sie sich dafür ein, die Frauenbewegung und die Grünen für Frauen zu öffnen, die mit Kindern leben. 1986 organisierte Doro Pass-Weingartz in der damaligen Bundeshauptstadt den Mütterkongress, an dem mehrere Hundert Frauen aus ganz Deutschland teilnahmen. 1987 veröffentlichte sie mit einem Dutzend anderer Frauen das Müttermanifest. Im selben Jahr zusammen mit Gisela Erler bei Rowohlt die Streitschrift Mütter an die Macht!.
In den 1990er Jahren publizierte Doro Pass-Weingartz eine Reihe von Büchern und Artikeln zu Kinderthemen – darunter Manchmal wissen wir mehr als der Senator – Kinderparlamente in Deutschland – (zusammen mit Jutta Sundermann). 1993 organisierte sie, unterstützt von Greenpeace, den Kongress „Ökologische Kinderrechte“.
Doro Pass-Weingartz ist verheiratet und hat drei Kinder.

## Politische Funktionen
Von 1984 bis 2015 war sie Mitglied im Rat der Stadt Bonn, von 1994 bis 1999 – während der ersten Rot-Grünen Stadtregierung – Bürgermeisterin.
Als Spitzenkandidatin und Sprecherin der Fraktion war es ihr Ziel, dass die Bonner Grünen ein Profil entwickeln, in dem der Einsatz für eine kinder- und familienfreundliche Stadt eine wichtige Rolle spielt. 2003 setzte sie sich dafür ein, dass zahlreiche kindergenutzte Räume, die mit Schadstoffen belastet sind, saniert werden.
Bei der Kommunalwahl in Nordrhein-Westfalen im September 2004 erreichte Doro Pass-Weingartz als Oberbürgermeisterkandidatin 4,8 % der Stimmen. Bündnis 90/Die Grünen schafften mit ihr als Spitzenkandidatin über 16 % der Stimmen. Nach der Wahl verzichtete sie auf eine weitere Amtsperiode als Bürgermeisterin. Von 2004 bis 2014 war sie Fraktionssprecherin von Bündnis 90/Die Grünen. In dieser Funktion gehörte sie zu der Grünen-Delegation, die im Januar 2006 zusammen mit SPD und FDP eine Ampelkoalition im Rat vereinbarte. Bei den Kommunalwahlen 2009 und 2014 war sie erneut Spitzenkandidatin von Bündnis 90/die Grünen, die mit 18,6 % der Stimmen in den Rat der Stadt Bonn einzogen. 2015 verließ Doro Pass-Weingartz den Rat und trat aus der Partei aus.

## Veröffentlichungen – als Herausgeberin
- 1987, Mütter an die Macht, Rowohlt
- 1993,  ’Manchmal wissen wir mehr als der Senator’ – Kinderparlamente in Deutschland, Kid Verlag
- 1993, Ökologische Kinderrechte, Kid Verlag
- 2017, Wir machen das! – Leben mit Flüchtlingen, Kid Verlag

## Autorin
- 2014, Das AKO und die Politik in Bonn, in: Ebba Hagenberg-Miliu: Unheiliger Berg – Das Bonner Aloisiuskolleg der Jesuiten und die Aufarbeitung des Missbrauchsskandals,  Kohlhammer
- 2017, Amin, minderjährig, unbegleiteter Flüchtling, feinschwarz.net[2]